# Váckisújfalu
Váckisújfalu è un comune dell'Ungheria di 478 abitanti (dati 2001) situato nella contea di Pest, nell'Ungheria settentrionale.